# Cirkus i mitt huvud
Cirkus i mitt huvud är ett musikalbum från 2014 av Per Granberg.

## Låtlista
1. En Kopp Kaffe 3.08
2. Jag Har En Cirkus I Mitt Huvud 3.54
3. Har Aldrig Trott feat. Caj Karlsson 3.18
4. Min Son Per Granberg 3.10
5. Resan Per Granberg 6.54
6. Kanske Man Skulle 4.43
7. I Varje Nytt Andetag 4.06
8. Om Ni Vill Komma Hit 2.49